# 自分革命 (SHISHAMOの曲)
「自分革命」（じぶんかくめい）は、SHISHAMOの18作目の配信限定シングルで通算28作目のシングル。2025年1月8日にGOOD CREATORS RECORDS / UNIVERSAL SIGMAからリリースされた。

## 楽曲解説
- 前作「カラフル」から約3ヶ月ぶりの配信限定シングル。
- 2025年1月より日本テレビ・BS日テレほかにて放送が開始されたTVアニメ「花は咲く、修羅の如く」のオープニング主題歌として書き下ろされた楽曲。SHISHAMOがTVアニメの主題歌を担当するのは初[1]。
- 宮崎は楽曲について「何かを始める、何か変化を起こすその時に、不安な気持ちよりも、見たことない自分に会えるワクワクが勝ったらいいな、という気持ちを曲に込めました。この物語の持つキラキラとした清涼感を表現したくて、なるべく真っ直ぐな言葉を紡ごうと意識して制作していたので、自分で読んでも新鮮な歌詞になったなと感じています。この曲が、（主人公の）花奈のように自分を変えていく勇気を持ってもらえたり、少しでも誰かの背中を押せるような楽曲になっていたら嬉しいです」とコメントしている[2]。
- 12月4日、リリースに先駆けてInstagram、TikTok、YouTube Shortsにて先行配信が開始された。また、本曲が使用された「花は咲く、修羅の如く」アニメメインPVも公開された[3]。
- 2025年1月14日、本楽曲と「花は咲く、修羅の如く」のコラボSPOTがYouTubeで公開された[4]。

## ミュージック・ビデオ
- 2025年1月7日、ティザー映像が公開された[5]。配信リリース日である1月8日にミュージック・ビデオが公開された。ビデオは、卒業間近の高校生が仲間を集い、卒業前に一つのことを成し遂げていく姿をストーリー仕立てに描いた作品となっている。映像監督は、「わたしの宇宙」「最高速度」「カラフル」でもタッグを組んだ石原慎が務めた[6][7]。葵うたの、倉持菫[8]、江川将太[9]、佐々木寿音[10]他多くのキャストが出演している。

## 収録アルバム
- アルバム未収録